# Flaignes-Havys
Flaignes-Havys ist eine französische Gemeinde mit 92 Einwohnern (Stand 1. Januar 2022) im Département Ardennes in der Region Grand Est (vor 2016: Champagne-Ardenne). Sie gehört zum Arrondissement Charleville-Mézières, zum Kanton Signy-l’Abbaye und zum Gemeindeverband Ardennes Thiérache.

## Geographie
Die Gemeinde liegt im 2011 gegründeten Regionalen Naturpark Ardennen. Umgeben wird Flaignes-Havys von den Nachbargemeinden Marby im Nordosten, Cernion im Südosten, Logny-Bogny im Süden, Prez im Südwesten, Estrebay im Westen, Girondelle im Nordwesten sowie von der im Kanton Rocroi gelegenen Gemeinde Maubert-Fontaine im Norden. Im Ortsgebiet entspringt das Flüsschen Aube, ein Nebenfluss des Ton.

## Geschichte
Während der Schlacht bei Rocroi 1643 wurden die Dörfer Flaignes-les-Oliviers und Havys teilweise niedergebrannt.
Am 3. März 1982 fusionierten Flaignes-les-Oliviers und Havys zur heutigen Gemeinde Flaignes-Havys.

## Bevölkerungsentwicklung
| Jahr                       | 1962 | 1968 | 1975 | 1982 | 1990 | 1999 | 2005 | 2018 |
| Einwohner                  | 145  | 140  | 167  | 160  | 133  | 132  | 121  | 113  |
| Quellen: Cassini und INSEE |      |      |      |      |      |      |      |      |

## Sehenswürdigkeiten
- Wehrkirche Saint-Laurent in Flaignes, erbaut im 17. Jahrhundert.
- Wehrkirche Saint-Géry in Havys, erbaut im 17. Jahrhundert.

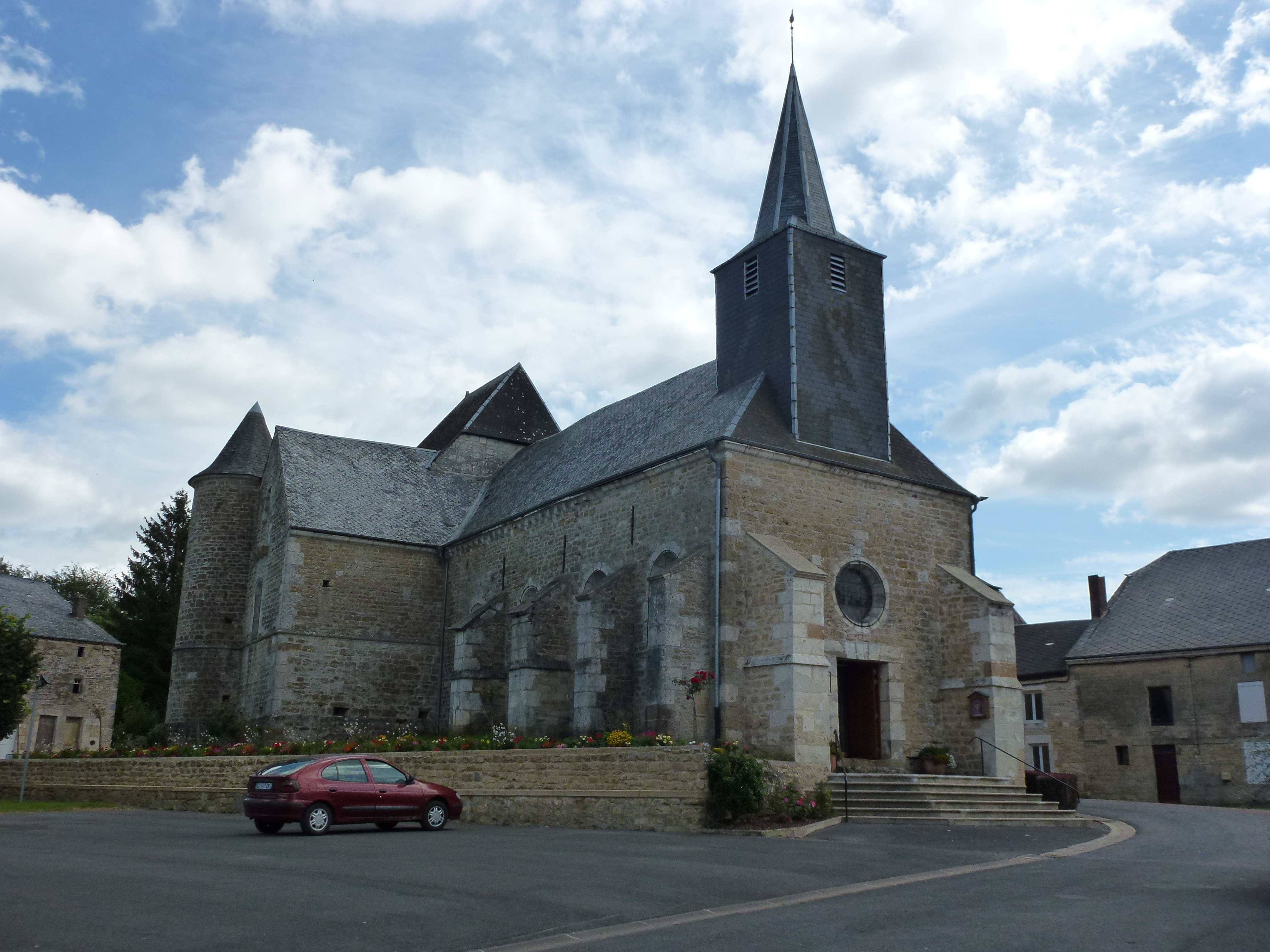
Kirche Saint-Laurent in Flaignes
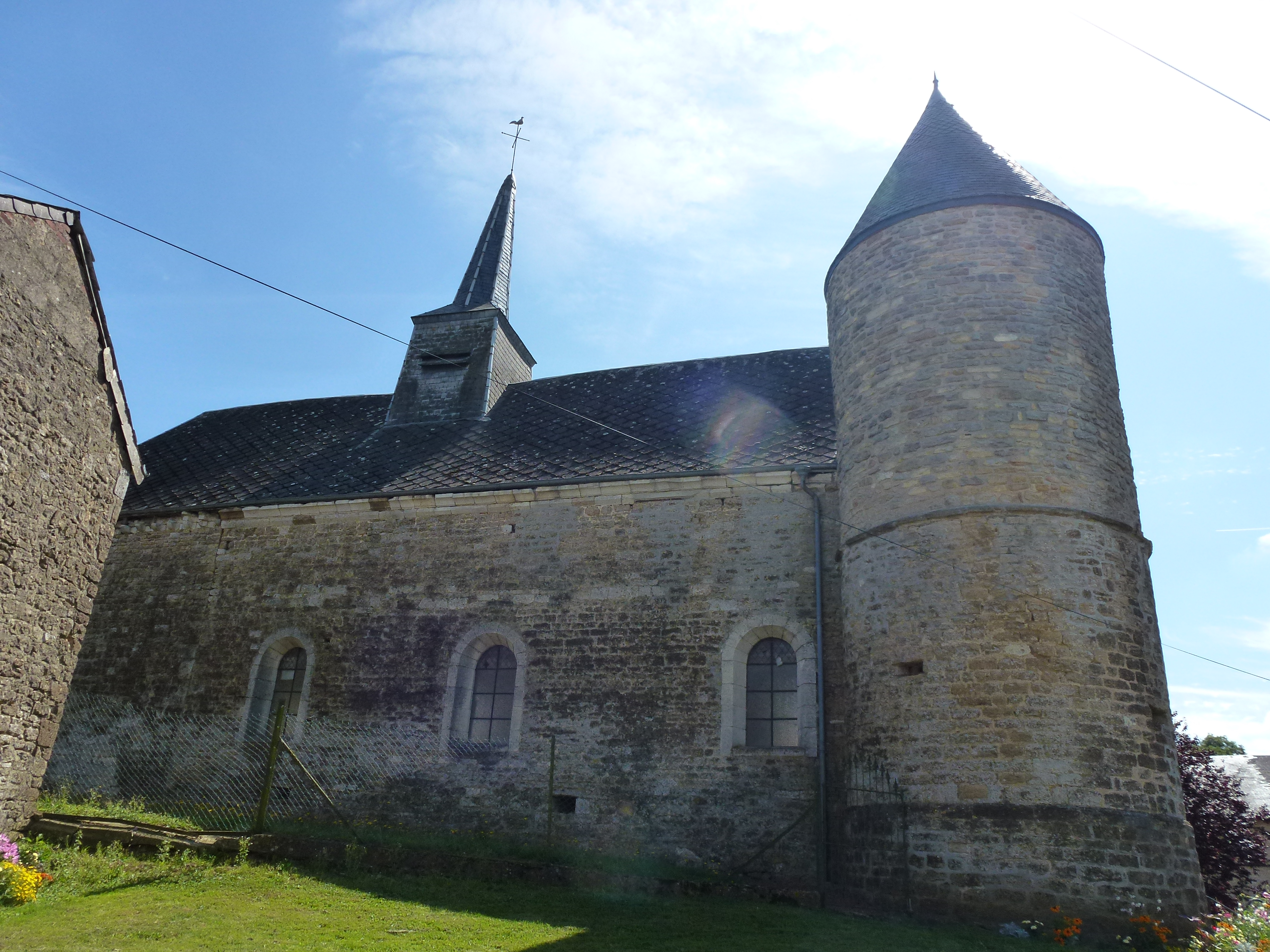
Kirche Saint-Géry in Havys